# Яблуко на долоні
«Яблуко на долоні» — радянський художній фільм 1981 року, знятий на Кіностудії ім. О. Довженка.

## Сюжет
Молодий археолог приїжджає в приморське містечко з метою знайти знамениту статую Афродіти з яблуком. Невдачі слідують одна за одною — і Левашов готовий визнати поразку. Але несподівано приходить любов і нова надія.

## У ролях
- Олена Коренєва — Віра
- Анатолій Васильєв — Левашов, археолог
- Іван Рижов — Штанько, дідусь Віри
- Станіслав Садальський — Колька, колишній залицяльник Віри
- Валерій Золотухін — Василь, батько Віри
- Борис Сабуров — Кузя
- Ганна Ніколаєва — Ложкіна, сусідка Штанькова
- Тетяна Слобідська — Люба
- Тетяна Клюєва — Люся, продавчиня
- Олександр Мілютін — Кононенко, міліціонер
- Микола Бабенко — дядько
- Ніна Набока — молодиця
- Людмила Лобза — мешканка приморського містечка, яка читала оголошення
- Микола Рашеєв — чоловік на містку порома

## Знімальна група
- Режисер-постановник: Микола Рашеєв
- Сценарист: Олександр Гусельников
- Оператор-постановник: Валерій Анісімов
- Художник-постановник: Сергій Бржестовський
- Композитор — Ромуалд Грінблат
- Звукооператорка: Тетяна Бондарчук
- Режисер: Г. Тарнопольський
- Оператори: М. Бердичевський, Олег Маслов-Лисичкін
- Художниці: по костюмах — Світлана Побережна; по гриму — А. Бржестовська; декоратор — Олександр Шеремет
- Комбіновані зйомки: оператор — М. Бродський, художник — Михайло Полунін
- Інструментальний ансамбль під керуванням Ігоря Ключарьова
- Режисерка монтажу: Елеонора Суммовська
- Редакторка: Інеса Размашкіна
- Директор картини: Едуард Русаков

## Про зйомки
На початку березня 1981 р. актор Олег Даль (1941—1981) приїхав на Київську кіностудію ім. О. Довженка для кінопроб на головну роль у картині «Яблуко на долоні».
Ми домовилися з Олегом по телефону, що він прийде до мене вже наступного дня після приїзду до Києва, а я чекав ще й на Коренєву, — згадує Микола Рашеєв. — Вранці я послав за Олегом машину разом зі своїм асистентом. Раптом асистент по картині телефонує у паніці: «Що робити? Вже півгодини стукаємо! І ніхто не відповідає!» Я сказав: «Ламайте двері!» Вони зламали. Даль був мертвий. 